# Weronika Sergejewna Spasskaja
Weronika Sergejewna Spasskaja (russisch Вероника Сергеевна Спасская; * 1933 in Leningrad; † 5. November 2011 in Havanna) war eine sowjetisch-kubanische Hispanistin und Übersetzerin.

## Leben
Spasskajas Eltern waren der Dichter und Literat Sergei Dmitrijewitsch Spasski (1898–1956) und die Bildhauerin Sofja Gitmanowna Spasskaja. Nach der Verhaftung ihrer Mutter während des Großen Terrors 1937 wuchs Spasskaja bei ihrer Tante Klara Gitmanowna Kaplun (1892–1953) auf, die Sängerin und Kunstredakteurin eines Leningrader Verlags war. 1942 wurde Spasskaja aus dem blockierten Leningrad über das Eis des Ladogasees evakuiert. In den 1950er Jahren studierte sie Fremdsprachen am Leningrader Staatlichen Pädagogischen Institut und dann am Moskauer Staatlichen Pädagogischen Institut.
Nach dem Studium arbeitete Spasskaja auf Sachalin, in Magadan, in der Leningrader Abteilung des Schriftstellerverbands der UdSSR, dessen Mitglied sie wurde, im Moskauer Verlag für Kunstliteratur und anderen Einrichtungen. Ab 1964 übersetzte sie Kunstliteratur.
1987 ging Spasskaja nach Kuba und arbeitete als Übersetzerin und Redakteurin des Verlags José Martí. Ab 1995 arbeitete sie für den Equipo de Servicios de Traductores e Interpretes (ESTI) in Havanna. Viele Jahre arbeitete sie mit dem Studienzentrum Martí und dem Kubanischen Buchinstitut zusammen. Sie war Mitglied der Unión Nacional de Escritores y Artistas de Cuba. Ab 2009 arbeitete sie mit dem Moskauer AST-Verlag zusammen.
Spasskaja übersetzte die Werke vieler spanischer und lateinamerikanischer Autoren aus dem Spanischen ins Russische, darunter José María Arguedas, Julio Cortázar, Adolfo Bioy Casares, José Martí, José Lezama Lima, Cintio Vitier, Eliseo Diego und Dora Alonso. 1971 hatte sie im Auftrag der Literaturagentin Carmen Balcells die erste offizielle Russisch-Ausgabe Cortázars herausgebracht.
Spasskaja beteiligte sich an Projekten, um russische Dichter bekannter zu machen. Sie gab einige Bücher mit Übersetzungen ins Spanische von Texten Alexander Puschkins heraus sowie einen Sammelband mit Gedichten Anna Achmatowas und ein Buch mit 15 russischen Dichtern (Union Verlag Berlin). 2009 gab der Verlag Arte y Literatura „Die unglaublichen Abenteuer des Grafen Buturlin“ von Alexander Wassiljewitsch Tschajanow in Spasskajas Übersetzung heraus. Auf der XIX. Feria Internacional del Libro de La Habana 2010 wurde Spasskaja mit einem Diplom ausgezeichnet.
Spasskaja war verantwortlich für die Übersetzungen der Gedanken Fidel Castros. Sie übersetzte Texte von Hugo Chávez und anderen Revolutionären.
Spasskajas Asche wurde nach ihrem Willen auf dem Jardín botánico Nacional de Cuba am Rande Havannas verstreut.